# 伍德赛德 (加利福尼亚州)
伍德赛德（英語：Woodside），又譯伍塞德，塢德塞，林邊，木邊 ，是美国加利福尼亚州圣马特奥县下属的一个城市。于1956年11月16日建市。城市面积约为30.4平方公里，根据2010年美国人口普查，该市人口5,287人。
聖馬刁縣立圖書館经营伍德赛德圖書館。

## 景點
列入國家史蹟名錄的景點：
- 費羅麗莊園
- 福爵莊園（英语：Folger Estate Stable Historic District）
- 莫蒂默·弗萊什哈克故居（英语：Mortimer Fleishhacker House）
- 伍賽德商店博物館（英语：Woodside Store）

## 本地名人
- 诺兰·布什内尔
- 卡爾·傑拉西
- 約翰·杜爾[14]
- 賴瑞·艾利森[14]
- 蜜雪兒·菲佛：2004-2019年間在本市擁有豪宅[15]
- 史蒂夫·乔布斯：在本市買下Jackling House意圖改建，但他生前未開工[16]
- 瑪格麗特·基恩
- 邁克·馬庫拉
- 高登·摩爾[14]
- 平井一夫
- 查爾斯·施瓦布
- 约翰·斯卡利：1983-1990年間在本市擁有豪宅[17]
- 孫正義：在本市買下一億一千萬美金的豪宅[18]
- 秀兰·邓波儿：在本市家中逝世[19]
- 扎克·特斯特
- 約翰·溫德爾·湯普森
- 尼爾·楊